# Junonia albida
Junonia albida är en fjärilsart som beskrevs av Suffert 1904. Junonia albida ingår i släktet Junonia och familjen praktfjärilar. Inga underarter finns listade i Catalogue of Life.